# Stade Moretti
Le Stade Moretti (en italien : Stadio Moretti), également connu sous le nom de Terrain polysportif Moretti (en italien : Campo polisportivo Moretti), est un ancien stade omnisports italien (principalement utilisé pour le football et le speedway) situé à Borgo Poscolle, quartier de la ville d'Udine, au Frioul-Vénétie julienne.
Le stade, doté de 25 000 places et inauguré en 1924 puis démoli en 1998, servait d'enceinte à domicile à l'équipe de football de l'Udinese Calcio.
Le stade tire son nom de la célèbre marque de bière (la Birra Moretti) qui avait son usine à proximité immédiate et était le propriétaire du stade.

## Histoire
Le stade ouvre ses portes en 1924. La même année, le principal club de la ville, l'Udinese Calcio, s'installe au stade.
L'installation était entourée d'une piste de terre ovale, pour le cyclisme et les courses automobiles.
N'ayant pas d'éclairage électrique, en 1976, le club de l'Udinese quitte le stade pour s'installer dans le nouveau Stade Friuli. Le stade se délabre alors petit à petit, servant de temps à autre de stade d'entraînement à l'équipe première, et de stade à domicile aux équipes de jeunes.
Le stade apparaît dans le film L'allenatore nel pallone (1984), lorsque le protagoniste Oronzo Canà se rend incognito à l'entraînement de l'Udinese pour espionner les secrets du champion brésilien Zico, qui jouait dans l'équipe frioulane ces années-là.
Le stade est démoli en 1988 et remplacé par un parc, le Parc Moretti.